# 艾莎·格達費
艾莎·格達費博士（又譯「阿伊莎」，阿拉伯语：‎；1976年12月25日—）曾是利比亞的調解員和軍官、前聯合國親善大使、慈善家、人道主義者及律師，為利比亞前領導人穆阿邁爾·格達費唯一的女兒，由薩菲亞·法卡許所生。她亦一度被認為是格達費的接班人之一。
艾莎被阿拉伯世界的媒體喻為「北非的克勞蒂亞·雪佛」。

## 軍事服務
她接受利比亞的軍事訓練，之後軍銜一直升到中校，並保持至今。然而，利比亞平民表示，艾莎並不具備中校的能力，僅是因為身為格達費女兒所得到的頭銜。

## 外交活動
2000年時艾莎和其他69名官員組成的代表團抵達正被制裁的伊拉克首都巴格達。在2003年伊拉克戰爭爆發前夕，她會見了的薩達姆·海珊。2011年，她對美國國務卿希拉蕊·柯林頓和美國總統巴拉克·歐巴馬提出的政策表示抗議，認為調解利比亞內戰之事宜透過國際組織將他們排除在外。
她也曾經擔任歐洲聯盟中政府及企業間的調解員。

### 聯合國親善大使
2009年7月24日，她被聯合國開發計畫署任命為利比亞的親善大使，主要是解決愛滋病、貧困和婦女權利等問題，這些都是在該國文化上的敏感話題。2011年2月，她親善大使的資格被撤銷。

## 法律事務
2004年7月，她加入前伊拉克總統薩達姆·海珊的法律辯護小組。
艾莎也是慈善組織Wa Attassimou的負責人，她曾出面替朝美國前總統喬治·沃克·布希扔鞋的記者敏達哈·薩伊迪聲援。

## 2011年利比亞內戰
根據2011年2月26日通過的《聯合國安理會1970號決議》，艾莎被列為旅遊禁令和資產凍結的名單之一。

### 控告北約
她已經向北大西洋公約組織（NATO）提出訴訟，因為他們在轟炸建築物時，打死了賽義夫·阿拉伯·格達費和她父親的3名孫子。她表示，這場攻擊是違法的，因為轟炸的目標是平民建築。2011年6月，她向比利時布魯塞爾與法國巴黎的法院送交提告書。
然而，據媒體7月27日的報導，比利時檢察官駁回艾莎調查北約戰爭罪行的要求，理由是該國的《萬國管轄權法》不適用於此案。

### 的黎波里之戰
的黎波里之戰在8月中旬漸趨激烈。2011年8月22日，她的住處被利比亞反抗軍占領，並發現一個有艾莎臉部、美人魚身軀的金色沙發。
2011年8月29日，艾莎和她的幾個家族成員一起逃往阿爾及利亞，該國外交官員表示，他們正位於首都阿爾及爾。她因一再发表煽动利比亚人民造反的言论，12月1日起，被阿尔及利亚政府单独拘禁在一个秘密地点。
2012年10月，艾莎偕家人前往阿曼並獲得政治庇護。

## 家庭
2006年，她嫁給身為陸軍上校的親戚艾哈邁德·格達費·卡赫西（Ahmed al-Gaddafi al-Qahsi），並育有3個小孩。艾哈邁德於2011年7月26日死於內戰衝突。同年8月30日，阿爾及利亞政府證實艾莎在賈奈特產下一名女嬰，這是她第四個小孩。他們現在被阿爾及利亞政府限制居住於斯塔韦利的一棟別墅裡，並切斷與外界的任何聯繫。

## 遭冒名詐騙
在公元2018年至2019年之際，有人利用「ayesha-gaddafi」身份進行詐騙行為。先取得信任後，說要移民到國外，願意把受益人轉變成被詐騙人，之後索取資金運費和律師費，中間過程只會用通訊APP（如Instagram）聯絡。